# Persoonia subvelutina
Persoonia subvelutina (лат.) — кустарник или небольшое дерево, вид рода Персоония (Persoonia) семейства Протейные (Proteaceae), эндемик юго-восточной Австралии. Раскидистое дерево с опушёнными молодыми ветвями, эллиптическими, копьевидными, яйцевидными или лопатообразными листьями и жёлтыми цветками, расположенными поодиночке в пазухах листьев.

## Ботаническое описание

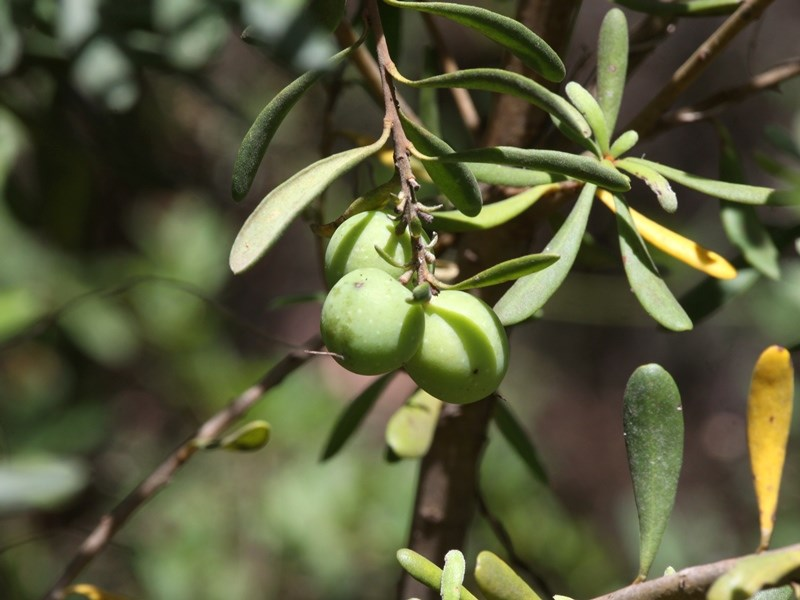
Плоды

Persoonia subvelutina — кустарник или небольшое дерево, вырастающее до высоты 0,5-5 м. Молодые веточки опушены. Листья эллиптические, копьевидные, яйцевидные или лопатообразные, 30-70 мм в длину и 6-15 мм в ширину с краями, обращёнными вниз. Цветки расположены поодиночке в пазухах листьев на опушённой цветоножке длиной 1-4 мм. Листочки околоцветника жёлтые, опушённые, длиной 11-15 мм. Цветёт летом, плод представляет собой овальную зелёную костянку примерно до 14 мм в длину и 12 мм в ширину.

## Таксономия
Вид был описан в 1957 году австралийским ботаником Лоренсом Джонсоном в книге The Victorian Naturalist из образцов, собранных в 1954 году австралийским ботаником, садоводом и поэтом Джорджем Альтхофером в верховьях Сноуи-Ривер.

## Распространение и экология
P. subvelutina — эндемик австралийских штатов Новый Южный Уэльс и Виктория. Растёт в лесах между Бриндабеллой в Новом Южном Уэльсе и горными и субальпийскими лесами северо-востока Виктории.